# 利奧尼達斯 (明尼蘇達州)
利奧尼達斯（英語：Leonidas）是一個位於美國明尼蘇達州聖路易斯縣的城市。

## 人口
根據2020年美國人口普查的數據，利奧尼達斯的面積為3.58平方千米，當中陸地面積為3.43平方千米，而水域面積為0.15平方千米。當地共有人口50人，而人口密度為每平方千米14人。